# Cyberhaine
La cyberhaine désigne la haine qui s'exprime sur internet entre autres par le racisme, le sexisme, ou l'homophobie par des brimades, insultes ou violences envers des personnes en raison de leur couleur de peau, de leur sexe, de leur origine, de leur religion, de leur sexualité ou goûts culturels.